# The Gun Show
The Gun Show è un singolo del gruppo heavy metal statunitense In This Moment. Il primo estratto dal loro terzo album in studio A Star-Crossed Wasteland, pubblicato il 1 giugno 2010 dalla Century Media Records.

## Il disco
The Gun Show mostra la band che ritorna ad un suono metalcore più pesante. Il brano non ha nemmeno presentato momenti melodici o voci pulite di Maria Brink, che è una novità per il gruppo. Chris Howorth, il chitarrista, ha dichiarato "volevamo solo uscire con una traccia di heavy metal per mostrare a tutti che gli In This Moment sono tornati al metal e stiamo abbracciando quella parte di noi stessi".

## Video musicale
Il video musicale del brano è stato diretto da David Brodsky, ed ha debuttato su Revolver TV il 23 giugno.
Maria descrive il brano e le riprese video: "È un pò un video con un'atmosfera da ranch western di sicuro, mi sono vestita da cowgirl e ho queste cowgirl nel video con me. Ci siamo divertiti così tanto a farlo. Penso che sia uno dei brani più pesanti e noi lo amiamo davvero, ed è proprio una divertente, grandiosa, canzone d'assalto estiva. È un brano abbastanza brutale perchè noi volevamo uscire con un serio colpo e il nostro prossimo singolo sarà un nostro tipico singolo radiofonico"
"
La band ha pubblicato un volantino sul proprio MySpace e su Twitter il 1 maggio 2010, chiedendo ai propri fan di Los Angeles di vestirsi in costume da cowboy per far parte del video musicale. Il video ha debuttato su Revolver TV il 23 giugno.

## Formazione
- Maria Brink – voce
- Chris Howorth – chitarra solista
- Blake Bunzel – chitarra ritmica
- Kyle Konkiel – basso
- Jeff Fabb – batteria